# Llibre negre de Carmarthen

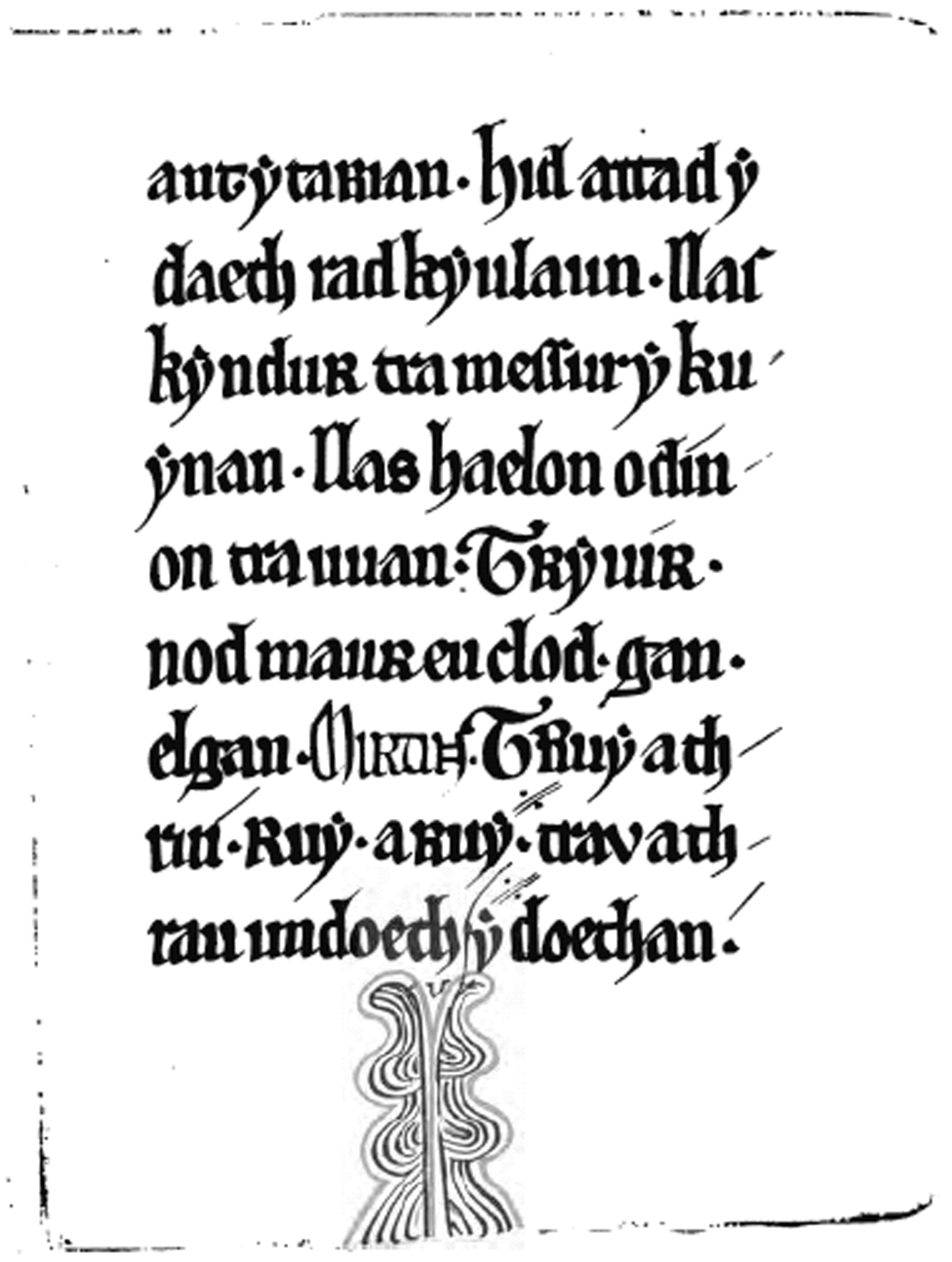
Imatge d'una pàgina del llibre negre de Carmarthen

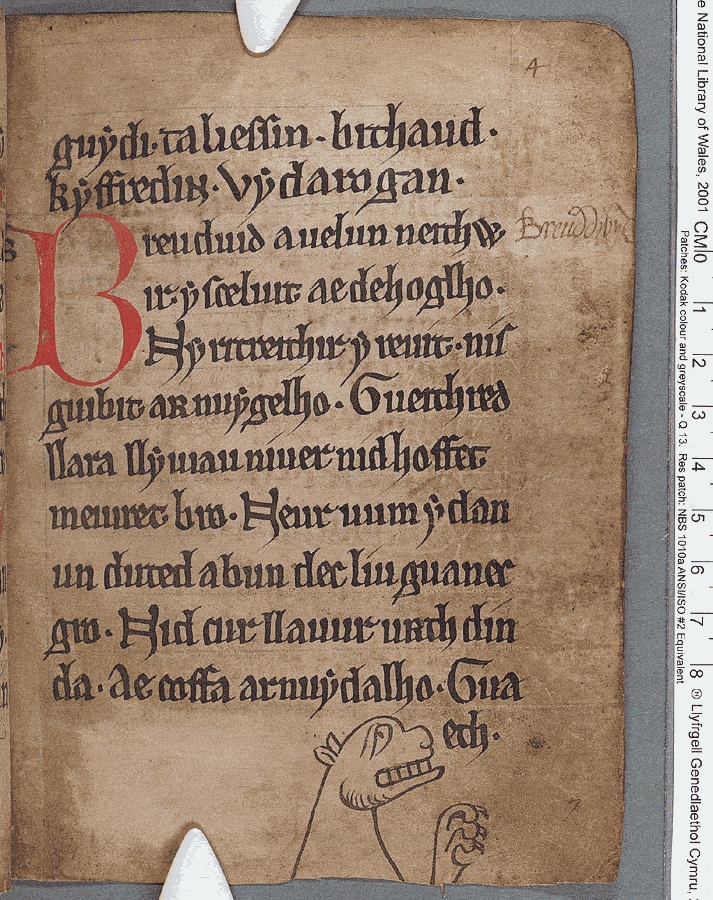
Llibre negre de Carmarthen (f.4.r)

El llibre negre de Carmarthen (en gal·lés Llyfr Du Caerfyrddin) es creu que és el manuscrit més antic escrit completament o substancialment en gal·lés. Escrit entorn del 1250, el nom del llibre es deu a l'associació amb el priorat de Sant Joan Evangelista i Sant Teulyddog en Carmarthen i es coneix com a negre pel color de la seva enquadernació. En l'actualitat forma part de la col·lecció de la Biblioteca Nacional de Gal·les, on es cataloga com a NLW Peniarth MS 1.

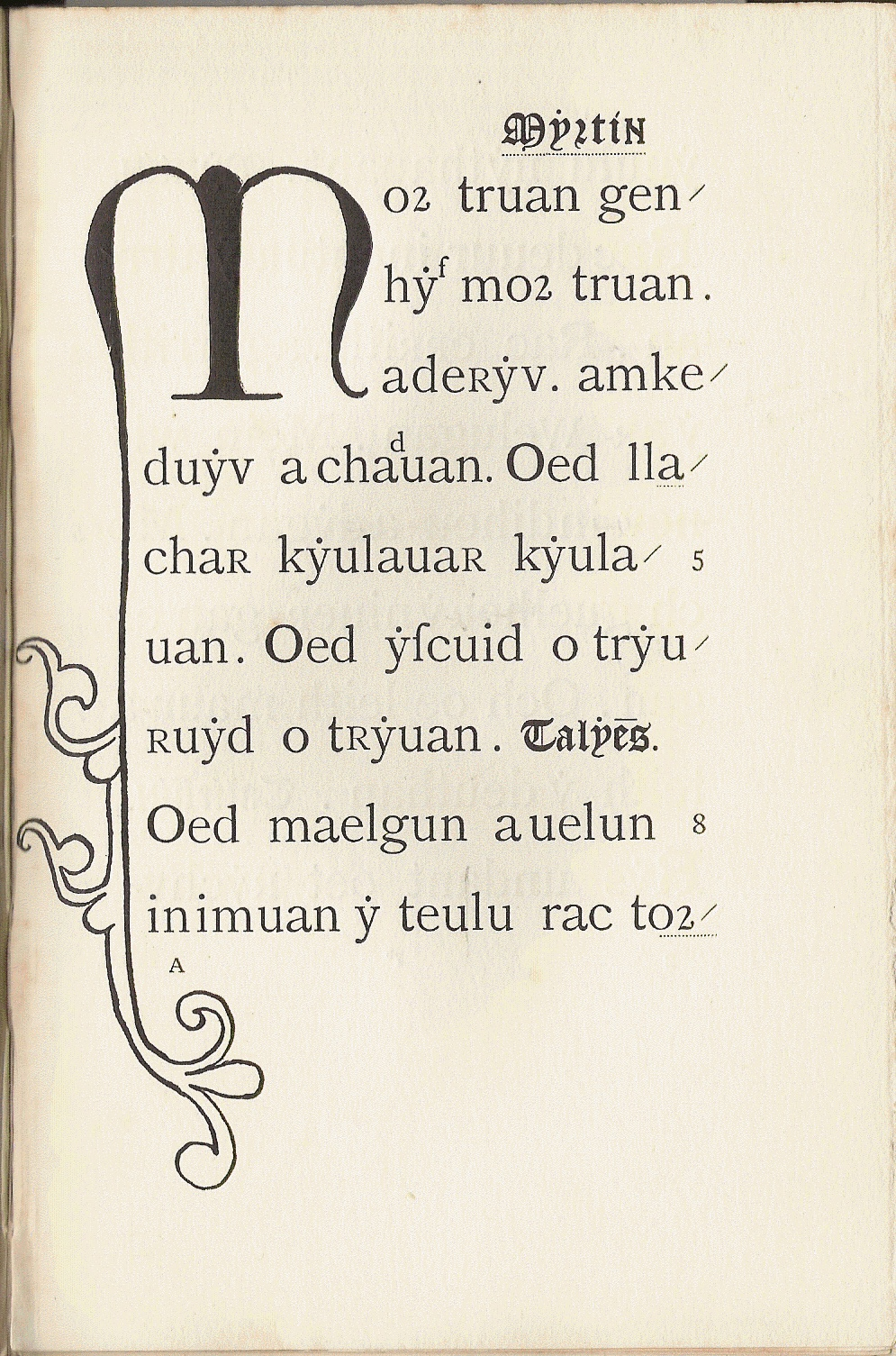
Pàgina 1 de J.G. Evans. Edició 1907 del llibre negre de Carmarthen

El llibre conté una col·lecció de poesia amb diverses categories. Conté poemes amb temes religiosos i odes de lloança i de dol. De major interès pels estudiosos són els poemes que es basen en les tradicions relatives als herois gal·lesos associats amb la Yr Hen Ogledd i en especial els relacionats amb la llegenda del rei Artur i Merlí. Un dels poemes, l’Elegia de Gereint, fill d'Erbin, fa referència a la batalla de Llongborth, la ubicació de la qual no pot ser identificada, i esmenta la participació d'Artur a la batalla.
S'ha publicat recentment al periòdic de Carmarthen la possibilitat d'albergar el llibre negre en la seva ciutat, pel que podria ser vist pels vilatans i turistes que arribin a la ciutat.